# Margarete von Lothringen
Margarete von Lothringen, französisch Marguerite de Lorraine (* 1463 auf Schloss Vaudémont (Lothringen); † 2. November 1521 in Argentan) war eine Herzogin von Alençon sowie Mitglied des dritten Ordens des Heiligen Franziskus und wird in der römisch-katholischen Kirche als Selige verehrt.

## Leben
Margarete war die Tochter des Grafen Friedrich II. von Vaudémont und seiner Gemahlin Jolande von Anjou. Da ihr Vater schon 1470 starb, verbrachte sie die nächsten zehn Jahre ihrer Kindheit und Jugend am Hof ihres Großvaters mütterlicherseits, René I. von Anjou, in Avignon. Wie ihre Geschwister wurde sie sehr religiös erzogen. Nach dem Tod ihres Großvaters kam sie 1480 wieder nach Lothringen an den Hof ihres Bruders René II. Dort wurde sie von ihrer Schwägerin Philippa von Geldern günstig beeinflusst.
Im Alter von 25 Jahren heiratete Margarete am 14. Mai 1488 in Toul den Herzog René von Alençon. Aus der Ehe gingen drei Kinder hervor:
- Karl IV. (* 1489; † 1525), Herzog von Alençon, Gatte der Margarete von Navarra
- Françoise (* 1490; † 14. September 1550), zuerst Gattin des Herzogs Franz II. von Longueville, dann des Herzogs Karl IV. von Vendome
- Anne (* 30. Oktober 1492; † 18. Oktober 1562), Gattin des Markgrafen Wilhelm XI. von Montferrat

René von Alençon zeigte für die religiösen Übungen seiner Gattin Margarete großes Verständnis und stiftete für sie zu Alençon ein Klarissenkloster, das sie öfters zur Andacht aufsuchte. Bereits nach vierjähriger Ehe verstarb René von Alençon (1. November 1492). Seine Witwe übte knapp 20 Jahre lang umsichtig, besonnen und gerecht die Regentschaft im Land aus. Sie widmete sich insbesondere auch der rechtschaffenen Erziehung und standesgemäßen Verheiratung ihrer Kinder. Damals begann sie unter dem Einfluss des mit ihr befreundeten, heiligen Franz von Paula ein asketisches Leben zu führen. Sie gründete zahlreiche Kirchen sowie Klarissenklöster und ließ außerdem Spitäler für Arme und Kranke erbauen.
Nach der Eheschließung ihres ältesten Sohnes Karl IV. (1509) zog sich Margarete vom Hofleben zurück und verfolgte seither eine rein geistliche Laufbahn. In ihrem Schloss Essai nahe Sées kasteite sie sich dabei aber so sehr, dass sie der Bischof von Sées zur Mäßigung ermahnte. 1513 schloss sie sich in Mortagne dem dritten Orden des Heiligen Franziskus an. Sie trat 1519 in das von ihr gestiftete Klarissenkloster zu Argentan ein, wollte aber nicht dessen Äbtissin werden, sondern führte ein einfaches und enthaltsames Leben. Am 11. Oktober 1520 legte sie ihr Ordensgelübde ab. Am 2. November 1521 starb sie im Alter von 58 Jahren in ihrem Kloster in Argentan und wurde dort bestattet.
Über ihre Tochter Françoise wurde Margarete die Urgroßmutter des französischen Königs Heinrich IV.

## Seligsprechung
König Ludwig XIII. von Frankreich regte an, dass Papst Urban VIII. einen Seligsprechungsprozess für Margarete in Gang setzte und dabei das tugendhafte Leben der Herzogin von Alençon sowie angeblich durch sie bewirkte Wunder untersuchen ließ. Ihr Grab wurde am 19. Oktober 1624 geöffnet; dabei soll ihr Leichnam unversehrt angetroffen worden sein. Doch kam das Verfahren zu ihrer Beatifikation nicht zum Abschluss. Bei der Auflösung ihres Gotteshauses wurden Margaretes Überreste in die Kirche von St. Germain d’Argentan überführt, aber 1793, nach dem Ausbruch der Französischen Revolution, von den Jakobinern entweiht und auf einem öffentlichen Friedhof begraben. Papst Benedikt XV. bestätigte am 10. März 1921 offiziell den Kult Margaretes als Selige der Katholischen Kirche. Als ihr Festtag wurde ihr Todestag, der 2. November, festgelegt.